# Los Premios MTV Latinoamérica 2007
Die Los Premios MTV Latinoamérica 2008 wurden am 18. Oktober 2007 verliehen. Es war die 6. Verleihung des ursprünglich unter dem Namen MTV Video Music Awards Latinoamérica eingeführten Awards. Die Verleihung fand zum zweiten Mal im Palacio de los Deportes in Mexiko-Stadt statt. Die Moderation übernahm  Diego Luna.
Die meisten Nominierungen erhielt Belinda mit insgesamt fünf, dicht gefolgt von Alejandro Sanz und den Babasónicos mit je vier.

## Gewinner und Nominierte
Die Nominierungen wurden am 13. September 2007 verkündet. Die Gewinner sind fett markiert.

### Artist of the Year
Maná
- Belinda
- Babasónicos
- Kudai
- Alejandro Sanz

### Video of the Year
Belinda – Bella Traición
- Alejandro Sanz  (featuring Shakira) – Te Lo Agradezco, Pero No
- Calle 13 – Tango del Pecado
- Gustavo Cerati – Adiós
- Maná – Manda Una Señal
- Panda – Los malaventurados no lloran

### Song of the Year
Avril Lavigne – Girlfriend
- Enrique Iglesias – Dímelo
- Julieta Venegas (featuring Anita Tijoux) – Eres para mí
- Ricky Martin (featuring La Mari/Chambao and Tommy Torres) – Tu Recuerdo
- Rihanna  (featuring Jay-Z) – Umbrella

### Best Solo Artist
Belinda
- Alejandro Sanz
- Daddy Yankee
- Gustavo Cerati
- Paulina Rubio

### Best Group or Duet
Maná
- Babasónicos
- Kudai
- Miranda!
- Panda

### Best Pop Artist
Julieta Venegas
- Alejandro Sanz
- Belinda
- Miranda!
- Paulina Rubio

### Best Rock Artist
Babasónicos
- Bersuit Vergarabat
- Catupecu Machu
- Gustavo Cerati
- Moderatto

### Best Urban Artist
Daddy Yankee
- Anita Tijoux
- Calle 13
- Don Omar
- La Mala Rodríguez

### Best Alternative Artist
Panda
- Allison
- División Minúscula
- Kinky
- Zoé

### Best Independent Artist
No Lo Soporto
- L.E.G.O.
- Los Dynamite
- No Te Va Gustar
- The Hall Effect
- Turbina

### Best Pop Artist – International
Avril Lavigne
- Gwen Stefani
- Hilary Duff
- Justin Timberlake
- Rihanna

### Best Rock Artist – International
Evanescence
- Thirty Seconds to Mars
- Maroon 5
- My Chemical Romance
- Panic! at the Disco

### Best New Artist – International
Fergie
- +44
- Amy Winehouse
- Klaxons
- Lily Allen

### Best Artist – North
División Minúscula
- Belinda
- Julieta Venegas
- Paulina Rubio
- Zoé

### Best New Artist – North
Camila
- Bengala
- María José
- Masappan
- Pambo

### Best Artist – Central
Kudai
- Aterciopelados
- Caramelos de Cianuro
- Líbido
- Los Bunkers

### Best New Artist – Central
Six Pack
- Anita Tijoux
- Juan Fernando Velasco
- Naty Botero
- PopCorn

### Best Artist – South
Airbag
- Babasónicos
- Catupecu Machu
- La Vela Puerca
- Miranda!

### Best New Artist – South
Inmigrantes
- Bicicletas
- Ella Es Tan Cargosa
- Las Pastillas del Abuelo
- Pánico Ramírez

### MTV Tr3́s Viewer’s Choice Award – Best Pop Artist
Aventura
- Daddy Yankee
- Enrique Iglesias
- Jennifer Lopez
- RKM & Ken-Y

### MTV Tr3́s Viewer’s Choice Award – Best Urban Artist
Wisin & Yandel
- Calle 13
- Don Omar
- Hector El Father
- Joell Ortiz

### MTV Tr3́s Viewer’s Choice Award – Best New Artist
Kat DeLuna
- Down AKA Kilo
- Gustavo Laureano
- Notch
- Xtreme

### Breakthrough Artist
Camila
- División Minúscula
- Estelares
- Jesse & Joy
- PopCorn

### Promising Artist
La Mala Rodríguez
- Bengala
- Inmigrantes
- Naif
- No Te Va Gustar

### Fashionista Award – Female
Paulina Rubio
- Belinda
- Ely Guerra
- Hilary Duff
- Martha Higareda

### Fashionista Award – Male
Pablo Holman (Kudai)
- Daddy Yankee
- José Pepe Madero (Panda)
- Juanes
- Wilmer Valderrama

### Agent of ChangeAward
- Juanes

### Influence Award
- The Cure

## Auftritte
- The Cure – Friday I’m in Love
- Juanes – Me Enamora
- Avril Lavigne – When You’re Gone and Girlfriend
- Jesse & Joy – Espacio Sideral
- Kudai – Déjame Gritar
- División Minúscula – Sognare
- Thirty Seconds to Mars and Ely Guerra – From Yesterday
- Belinda – Bella Traición
- Hilary Duff and Plastilina Mosh – With Love
- Babasónicos – El Colmo
- The Cure – The End of the World
- Molotov – Yofo
- Los Concorde, Kudai and Miranda! – De Música Ligera

## Appearances
- Soda Stereo – stellten De Música Ligera vor und präsentierten Best Group or Duet
- Airbag und Martha Higareda – kündigten Avril Lavigne an
- RBD – präsentierten Best Pop Artist
- Valeria Gastaldi und Luis Roberto Guzmán – kündigten Kudai, Jesse & Joy und División Minúscula
- Nicole Neumann – präsentierte Best Rock Artist
- Panda and Dalma Maradona – kündigten Thirty Seconds to Mars
- Luisana Lopilato and Valerie Domínguez – kündigten Belinda
- Paulina Rubio und Wilmer Valderrama – präsentierten Song of the Year
- Miranda! und Belanova – kündigten Babasónicos an
- Avril Lavigne und Thirty Seconds to Mars – präsentierten Video of the Year
- Beto Cuevas – präsentierten the Influence Award
- Julieta Venegas und Hilary Duff – kündigten Molotov an
- Álex Lora – präsentierten Artist of the Year